# ハラマ・サーキット
シルクイート・ペルマネンテ・デル・ハラマ （西: Circuito Permanente del Jarama, ハラマ・サーキット）は、スペインマドリード州サン・セバスティアン・デ・ロス・レイエスにあるサーキット。設計者はオランダ出身のジョン・フーゲンホルツ。

## 概要

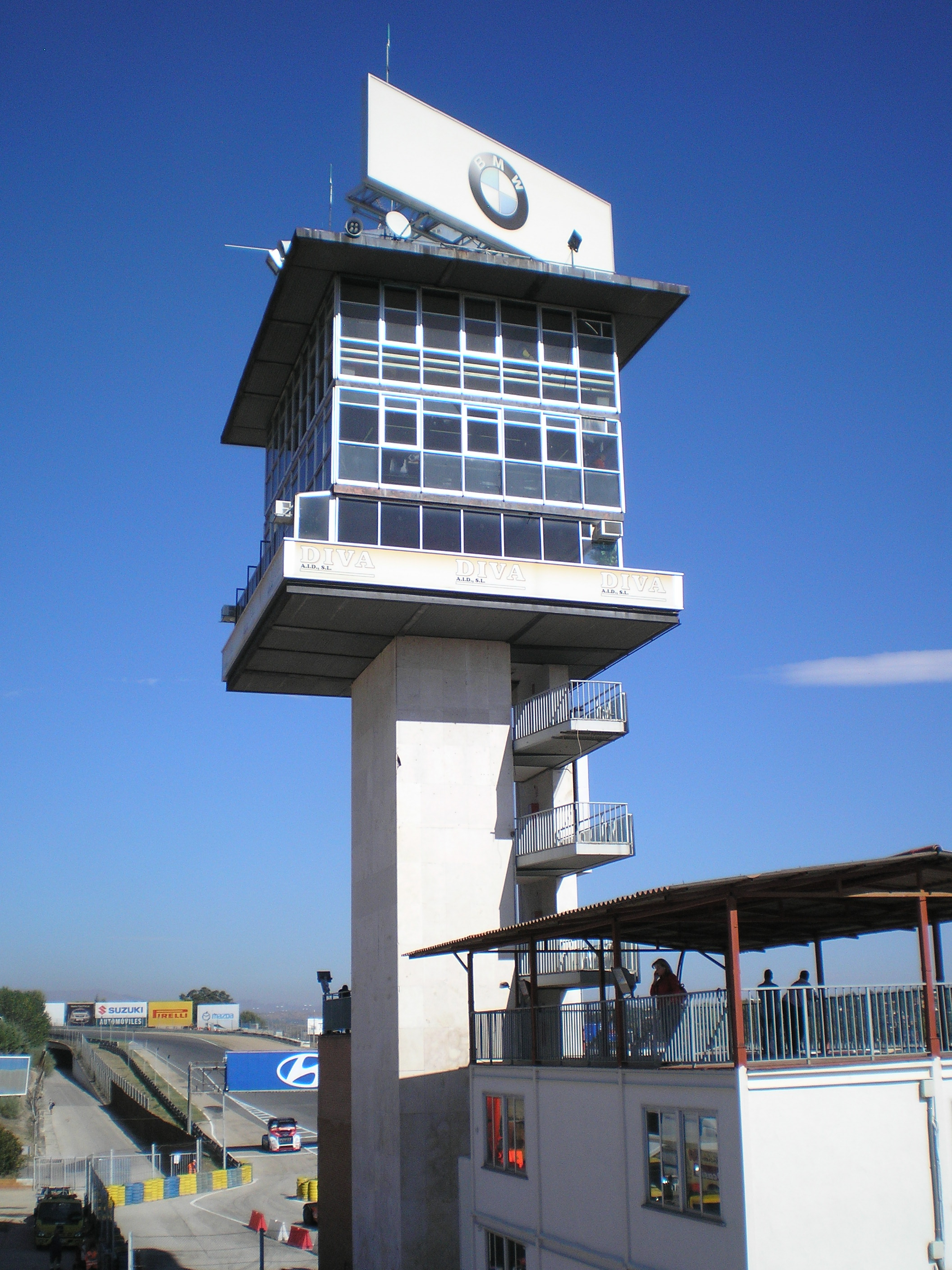
コントロールタワー

マドリード北部の丘陵地帯にあるサーキット。長いストレートと急カーブが特徴のコースレイアウトである。
F1スペインGPとして開催された2番目の開催地。1968年から1974年まではモンジュイック・サーキットと交互に開催し、その後は1976年から1979年、1981年まで開催された。1981年はフェラーリのジル・ヴィルヌーヴが後続4台を抑えきって優勝した「ハラマ・トレイン」で知られる。
ロードレース世界選手権（WGP）のスペインGPも開催され、1987年はポルトガルGPの代替開催地となり、1993年にはシーズン最終戦FIM GPが行われた。この年、250ccクラスで原田哲也がシリーズチャンピオンを獲得した。